# العلاقات السويسرية الكورية الجنوبية
العلاقات السويسرية الكورية الجنوبية هي العلاقات الثنائية التي تجمع بين سويسرا وكوريا الجنوبية.

## مقارنة بين البلدين
هذه مقارنة عامة ومرجعية للدولتين:
| وجه المقارنة                                              | سويسرا                                                                                      | كوريا الجنوبية                                                          |
| --------------------------------------------------------- | ------------------------------------------------------------------------------------------- | ----------------------------------------------------------------------- |
| المساحة (كم2)                                             | 41.28 ألف                                                                                   | 100.30 ألف                                                              |
| عدد السكان (نسمة)                                         | 8.21 مليون                                                                                  | 51.47 مليون                                                             |
| الكثافة السكانية (ن./كم²)                                 | 198.89                                                                                      | 513.16                                                                  |
| العاصمة                                                   | برن                                                                                         | سول                                                                     |
| اللغة الرسمية                                             | اللغة الألمانية، اللغة الإيطالية، لغة فرنسية، اللغة الرومانشية، الألمانية السويسرية الموحدة | اللغة الكورية                                                           |
| العملة                                                    | فرنك سويسري                                                                                 | وون كوري جنوبي                                                          |
| الناتج المحلي الإجمالي (بليون دولار)                      | 678.89 مليار                                                                                | 1.53 تريليون                                                            |
| الناتج المحلي الإجمالي (تعادل القوة الشرائية) بليون دولار | 518.07 مليار                                                                                | 1.75 تريليون                                                            |
| الناتج المحلي الإجمالي الاسمي للفرد دولار أمريكي          | 80.94 ألف                                                                                   | 27.22 ألف                                                               |
| الناتج المحلي الإجمالي للفرد دولار أمريكي                 | 59.54 ألف                                                                                   |                                                                         |
| مؤشر التنمية البشرية                                      | 0.930                                                                                       | 0.901                                                                   |
| رمز المكالمات الدولي                                      | +41                                                                                         | +82                                                                     |
| رمز الإنترنت                                              | .ch، .swiss ‏                                                                                | .kr                                                                     |
| المنطقة الزمنية                                           | توقيت وسط أوروبا، ت ع م+01:00، ت ع م+02:00، أوروبا/زيورخ ‏                                   | توقيت كوريا الجنوبية، ت ع م+09:00، آسيا/سيول ‏، ت ع م+08:00، ت ع م+08:30 |

## منظمات دولية مشتركة
يشترك البلدان في عضوية مجموعة من المنظمات الدولية، منها:
| علم المنظمة | اسم المنظمة                               | تاريخ انضمام سويسرا | تاريخ انضمام كوريا الجنوبية |
| ----------- | ----------------------------------------- | ------------------- | --------------------------- |
|             | منظمة حظر الأسلحة الكيميائية              | ?                   | ?                           |
|             | الفريق المعني برصد الأرض                  | ?                   | ?                           |
|             | البنك الإفريقي للتنمية                    | ?                   | ?                           |
|             | الأمم المتحدة                             | 10 سبتمبر 2002      | 17 سبتمبر 1991              |
|             | وكالة ضمان الاستثمار متعدد الأطراف        | 12 أبريل 1988       | 12 أبريل 1988               |
|             | مجموعة أستراليا                           | 1987                | 1996                        |
|             | يونسكو                                    | 28 يناير 1949       | 14 يونيو 1950               |
|             | مؤسسة التنمية الدولية                     | 29 مايو 1992        | 18 مايو 1961                |
|             | المركز الدولي لتسوية المنازعات الاستشارية | 14 يونيو 1968       | 23 مارس 1967                |
|             | الاتحاد البريدي العالمي                   | ?                   | ?                           |
|             | الوكالة الدولية للطاقة                    | ?                   | ?                           |
|             | منظمة التجارة العالمية                    | ?                   | ?                           |
|             | منظمة التعاون الاقتصادي والتنمية          | ?                   | 12 ديسمبر 1996              |
|             | منظمة الشرطة الجنائية الدولية             | ?                   | ?                           |
|             | مجموعة الموردين النوويين                  | ?                   | ?                           |
|             | البنك الدولي للإنشاء والتعمير             | 29 مايو 1992        | 26 أغسطس 1955               |
|             | مؤسسة التمويل الدولية                     | 29 مايو 1992        | 16 مارس 1964                |
|             | نظام تحكم تكنولوجيا القذائف               | 1992                | 2001                        |
|             | بنك التنمية الآسيوي                       | 1967                | 1966                        |

## وصلات خارجية
- موقع وزارة الخارجية السويسرية
- موقع وزارة الخارجية الكورية الجنوبية